# Grays
Grays è una città di 36 601 abitanti della contea dell'Essex, in Inghilterra.